# 柿子滩遗址
柿子滩遗址，位于山西省临汾市吉县，是一处旧石器时代古遗址，面积约60000平方米，已列为全国重点文物保护单位。
2001年6月25日，柿子滩遗址公布为第六批全国重点文物保护单位，古遗址类，年代旧石器时代，编号5-8。